# Marolla
Fiordemundo Marolla Júnior, mais conhecido como Marolla (Jaú, 7 de fevereiro de 1961), é um ex-futebolista brasileiro que atuava como goleiro.

## Carreira
Marolla foi revelado pelo XV de Jaú, onde se tornou titular aos 17 anos, em 1978. Com destaque, integrou todas as categorias de base da Seleção Brasileira. Quando jovem, tinha desejo de se tornar Engenheiro Eletrônico.
Foi contratado pelo Santos em 1979, por 4,5 milhões de cruzeiros, com 3 milhões em dinheiro e o restante em troca de jogadores. Estreou no time em 06 de dezembro de 1979, em amistoso diante de sua ex-equipe vencido pelo Peixe por 2x0, com a renda sendo usada como parte de pagamento de sua contratação.
No Peixe, chegou a destacar-se logo em sua chegada, em 1980, sendo importante na campanha que levou o alvinegro até a final do Paulistão, perdido para o São Paulo.
Convocado para as seleções de novos, foi bicampeão no tradicional torneio juvenil em Toulon, na França, em 1980 e 1981. Chegou a ser convocado por Telê Santana para a seleção principal, disputando duas partidas amistosas, mas não teve sequência como titular.
Também foi destaque no vice-campeonato brasileiro de 1983, mas, com a chegada do badalado goleiro uruguaio Rodolfo Rodríguez, perdeu espaço. No Santos, conquistou o título do Campeonato Paulista de 1984, mas não atuou. Pelo Peixe, foram 282 partidas disputadas.
Ainda em 1984, foi emprestado ao paranaense Colorado. Voltou ao Santos em 1985, atuou em 15 partidas, mas em seguida seguiu para o Atlético Paranaense, onde alternou bons e maus momentos e conquistou um tricampeonato estadual.
Passou, ainda, por Criciúma, onde foi Campeão da Copa do Brasil de 1991, Botafogo-SP, Goiatuba, onde ajudou a interromper uma longa hegemonia do Goiás no Campeonato Goiano, com o título de 1992, Paulista, EC Corinthians e Lousano Paulista, onde encerrou a carreira, em 1995.

## Títulos
Santos
- Campeonato Paulista: 1984

Atlético Paranaense
- Campeonato Paranaense: 1985, 1988 e 1990

Criciúma
- Copa do Brasil: 1991

Goiatuba
- Campeonato Goiano: 1992

Seleção Brasileira
- Torneo Esperanzas de Toulon: 1981